# Cerianthidae
Cerianthidae é uma família de antozoários da ordem Ceriantharia.

## Géneros
- Arachnactis Sars, 1846
- Ceriantheomorphe Carlgren, 1931
- Ceriantheopsis Carlgren, 1912
- Cerianthus Delle Chiaje, 1830
- Isodactylactis Carlgren, 1924
- Pachycerianthus Roule, 1904
- Synarachnactis Carlgren, 1924